# Linothele macrothelifera
Espèce
Linothele macrothelifera est une espèce d'araignées mygalomorphes de la famille des Dipluridae.

## Distribution
Cette espèce est endémique du département de Valle del Cauca en Colombie,.

## Description
La carapace de la femelle holotype mesure 5,5 mm de long sur 4,5 mm et l'abdomen 7,5 mm de long sur 5,5 mm.

## Publication originale
- Strand, 1908 : « Diagnosen neuer aussereuropäischer Spinnen. » Zoologische Anzeiger, vol. 32, p. 769-773 (texte intégral).